# Acidificazione delle acque dolci

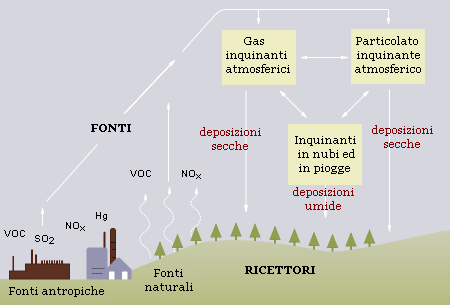
Diagramma che rappresenta le fonti e i cicli delle precipitazioni acide

Le cause principali dell'acidificazione delle acque dolci sono le deposizioni atmosferiche e la lisciviazione nel suolo di SOx e NOx. 
L'acqua dolce diventa acida quando gli apporti acidi superano la quantità di basi prodotte nel corpo idrico attraverso l'erosione delle rocce, o in seguito alla riduzione di anioni acidi, come il solfato e il nitrato all'interno dell'acqua stessa. 
In un ecosistema sensibile all'acido, che include la roccia madre a lenta maturazione e le riserve di cationi esaurite, il deflusso di SOx e NOx sarà accompagnato da ioni idrogeno acidificanti e da alluminio inorganico, i quali possono essere tossici per gli organismi dulciacquicoli. Anche le piogge acide contribuiscono all'acidificazione dell'acqua dolce, tuttavia queste si formano quando SOx e NOx reagiscono con acqua, ossigeno e sostanze ossidanti presenti all'interno delle nuvole. Oltre a SOx e NOx, la capacità tampone dei suoli e delle rocce all'interno dell'ecosistema d'acqua dolce può contribuire all'acidità dell'acqua. Ogni corpo d'acqua dolce ha una capacità di tamponare gli acidi, tuttavia, con un eccesso di acidi nella riserva d'acqua, la capacità di tamponamento essenzialmente si "esaurirà" e l'acqua finirà per diventare più acida. L'aumento della CO2 atmosferica influenza l'acidità dell'acqua dolce in modo molto simile a quanto accade negli ecosistemi oceanici. Tuttavia, a causa dei vari flussi di carbonio negli ecosistemi d'acqua dolce, è difficile quantificare gli effetti della CO2 antropogenica.

## Acidificazione dell'acqua dolce e acidificazione oceanica

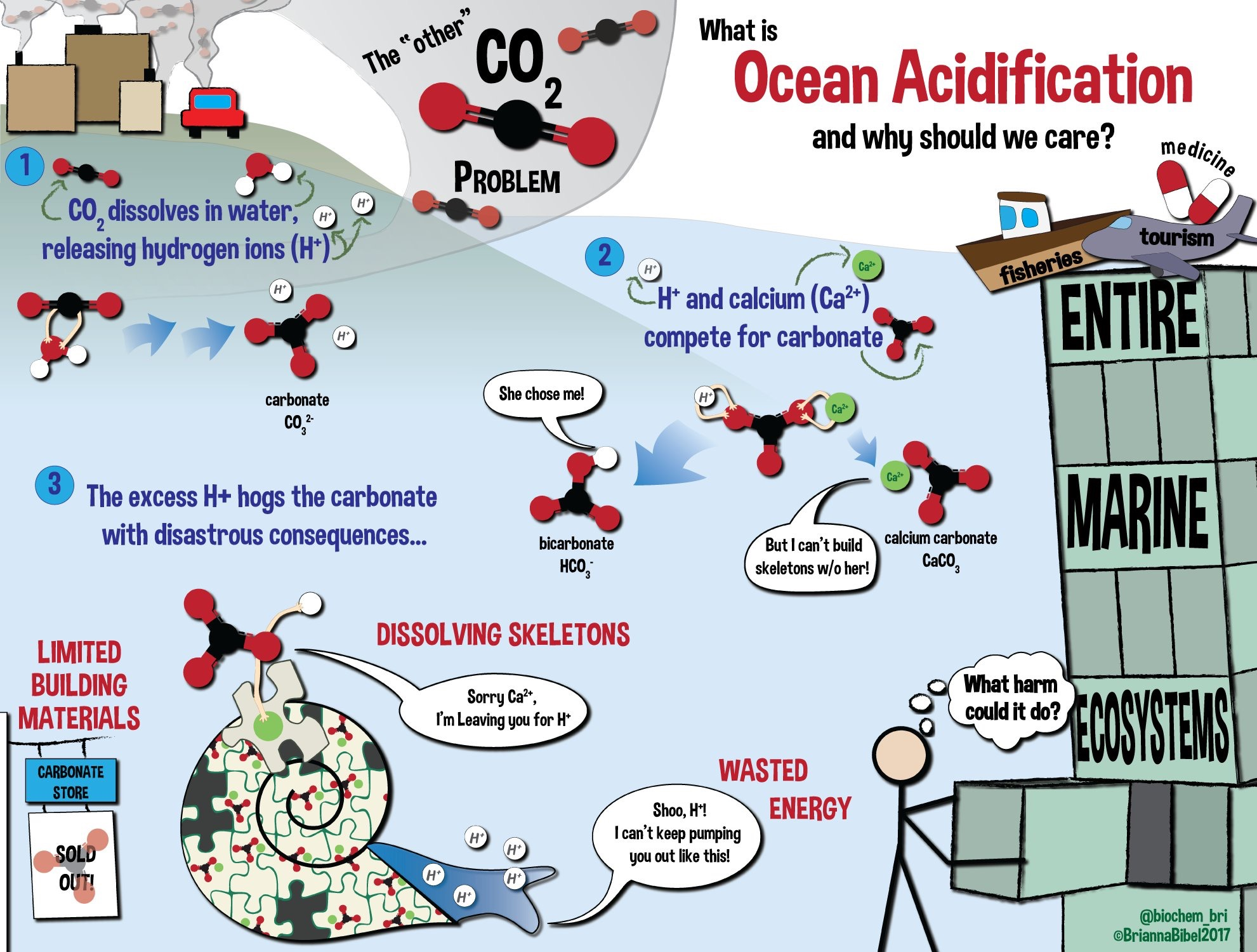
Un riassunto della relazione tra CO_{2} antropogenica e acidificazione degli oceani

L'oceano e l'atmosfera si scambiano costantemente enormi quantità di CO2. Negli ultimi 800 000 anni, la concentrazione di CO2 nell'atmosfera è rimasta intorno alle 172-300 parti per milione in volume (ppmv). Tuttavia, con le recenti emissioni di CO2 antropogeniche, questo numero è aumentato a 387 ppmv nel 2009. Dal 2000-2008, il 26% della CO2 antropogenica è stata assorbita dall'oceano. Sebbene l'acidificazione degli oceani sia causata anche da altre aggiunte e rimozioni chimiche, la CO2 è il fattore primario che influenza il pH. Una volta che la CO2 viene disciolta nell'acqua di mare, si trasforma in un acido debole che colpisce principalmente la chimica dei carbonati. Questa CO2 disciolta aumenta la concentrazione di ioni bicarbonato (HCO3-), il carbonio inorganico dissolto (CT) e abbassa il pH. Oltre alla CO2, i valori del pH delle riserve d'acqua dolce sono alterati dalle piogge acide, dal deflusso dei nutrienti e da altri inquinanti antropogenici. L'acqua dolce assorbe la CO2 con lo stesso meccanismo dell'acqua marina, tuttavia l'alcalinità dell'acqua dolce è molto più bassa di quella marina, a causa dell'assenza di un tampone salino. A causa di questa differenza, i cambiamenti di pH nell'acqua dolce tendono ad essere molto maggiori rispetto all'acqua dell'oceano, perché gli ioni H+ appena rilasciati non sono tamponati da tanti ioni bicarbonato (HCO3-) come l'acqua dell'oceano. Pertanto, il biota d'acqua dolce tende ad avere una maggiore tolleranza evolutiva del pH rispetto al biota d'acqua marina.

## Cause

### SOxe NOx
L'accelerazione della combustione dei combustibili fossili nel secolo scorso ha ampiamente contribuito all'acidificazione degli ecosistemi d'acqua dolce. Negli anni '70 i livelli delle emissioni di solfato hanno raggiunto il picco, la stessa cosa è avvenuto 10 anni dopo per l'azoto. I principali responsabili dell'acidificazione dell'acqua dolce sono SOx e NOx. L'aumento della concentrazione di solfato nel dilavamento, dovuto all'aumento dell'acidità, avviene contemporaneamente a un aumento del dilavamento dei cationi basici e alla diminuzione del bicarbonato, creando l'effetto acidificante visto negli ecosistemi d'acqua dolce. In una condizione naturale, la maggior parte dell'azoto immesso negli ecosistemi d'acqua dolce viene utilizzato dalla vegetazione e nei cicli biogeochimici, tuttavia, se presente in quantità eccessive, la vegetazione non è in grado di utilizzarlo, perciò l'azoto in eccesso entra nel deflusso idrico sotto forma di nitrato, contribuendo all'acidificazione nello stesso modo del solfato.

### Capacità tampone

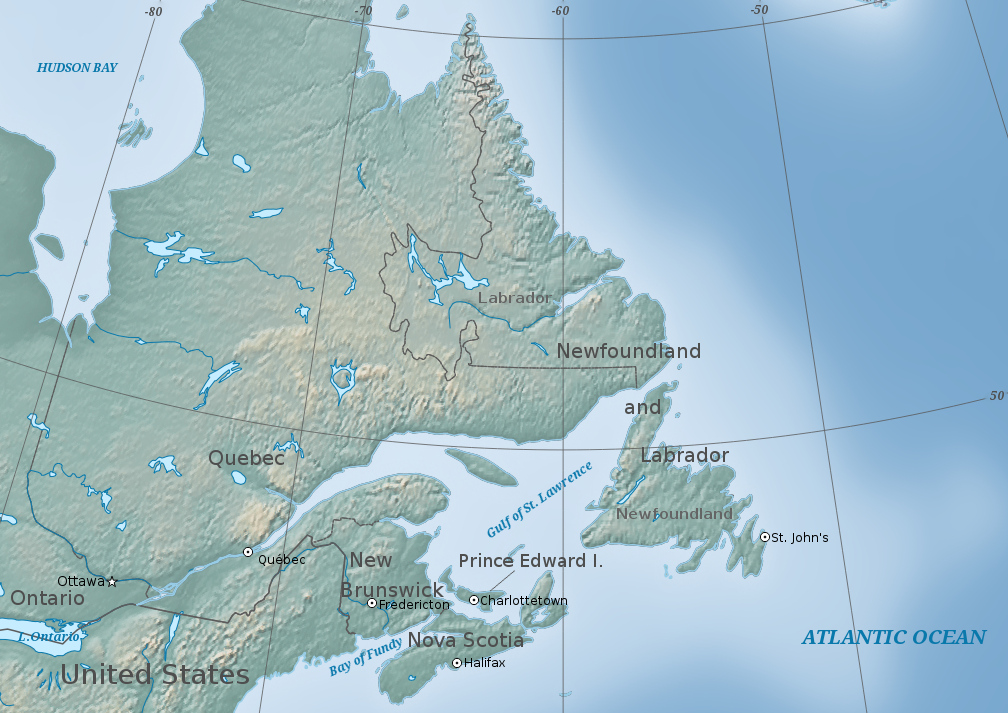
Una mappa che raffigura la costa atlantica canadese

Oltre a SOx e NOx, la bassa capacità tampone degli ecosistemi può anche portare all'acidità delle acque dolci. Per esempio, il Canada atlantico ha i tassi di deposizione acida più bassi del Nord America orientale, presentando le acque più acide del continente. Ciò è dovuto alla bassa capacità tampone della roccia madre regionale e all'aggiunta di acidi organici naturali prodotti dalle vicine zone umide. In particolare, nella Nuova Scozia sud-occidentale e orientale, c'è una combinazione di alta acidità organica, scarsa capacità tampone e alta deposizione acida che porta ad avere un pH molto basso nelle acque superficiali e valori di capacità di neutralizzazione acida (ANC). Nella maggior parte della regione atlantica si trovano aree con roccia madre a dominanza granitica o scistosa, dove c'è una bassa concentrazione di materiale tampone. Il suolo formato da materiali a basso potere tampone e le acque che drenano da essi sono, quindi, suscettibili di acidificazione, anche in condizioni di bassa deposizione acida.

### CO2
Negli oceani, la CO2 presente nell'atmosfera, può dissolversi nei primi strati della superficie acquatica e andare a formare acido carbonico. Il carbonio inorganico totale nell'acqua dolce comprende: 
- CO2 libera (o H2CO3)
- HCO3-
- CO32- (carbonato)

La percentuale di tutti questi costituenti dipende anche dal pH del corpo idrico stesso, inoltre, quando l'acqua è acida conterrà principalmente CO2. È spesso difficile quantificare gli effetti dei livelli di pCO2 nell'acqua dolce a causa delle varie fonti di anidride carbonica che questi ecosistemi ricevono. 
Fattori come gli ecosistemi limitrofi, l'agricoltura, l'uso del suolo, lo spartiacque, le dimensioni del corpo d'acqua, le precipitazioni, il tipo di suolo e le rocce presenti determinano la quantità di CO2 assorbita. Tuttavia, c'è stato un netto aumento della pCO2 nell'ultimo secolo dovuto all'influenza antropica. Man mano che la vegetazione limitrofa agli ecosistemi d'acqua dolce cresce e si moltiplica, a causa dell'eccesso di pCO2 che alimenta queste piante, il carbonio, introdotto nell'ambiente dalla morte delle stesse piante e durante la loro decomposizione, aumenta. In seguito, questo suolo viene trasportato nelle acque limitrofe dalle precipitazioni, dagli agenti atmosferici e dal ruscellamento. Quando la pCO2 della vegetazione in decomposizione reagisce con l'acqua forma acido carbonico (H2CO3), che contribuisce a un livello di pH più basso.

## Effetti dannosi sugli ecosistemi acquatici

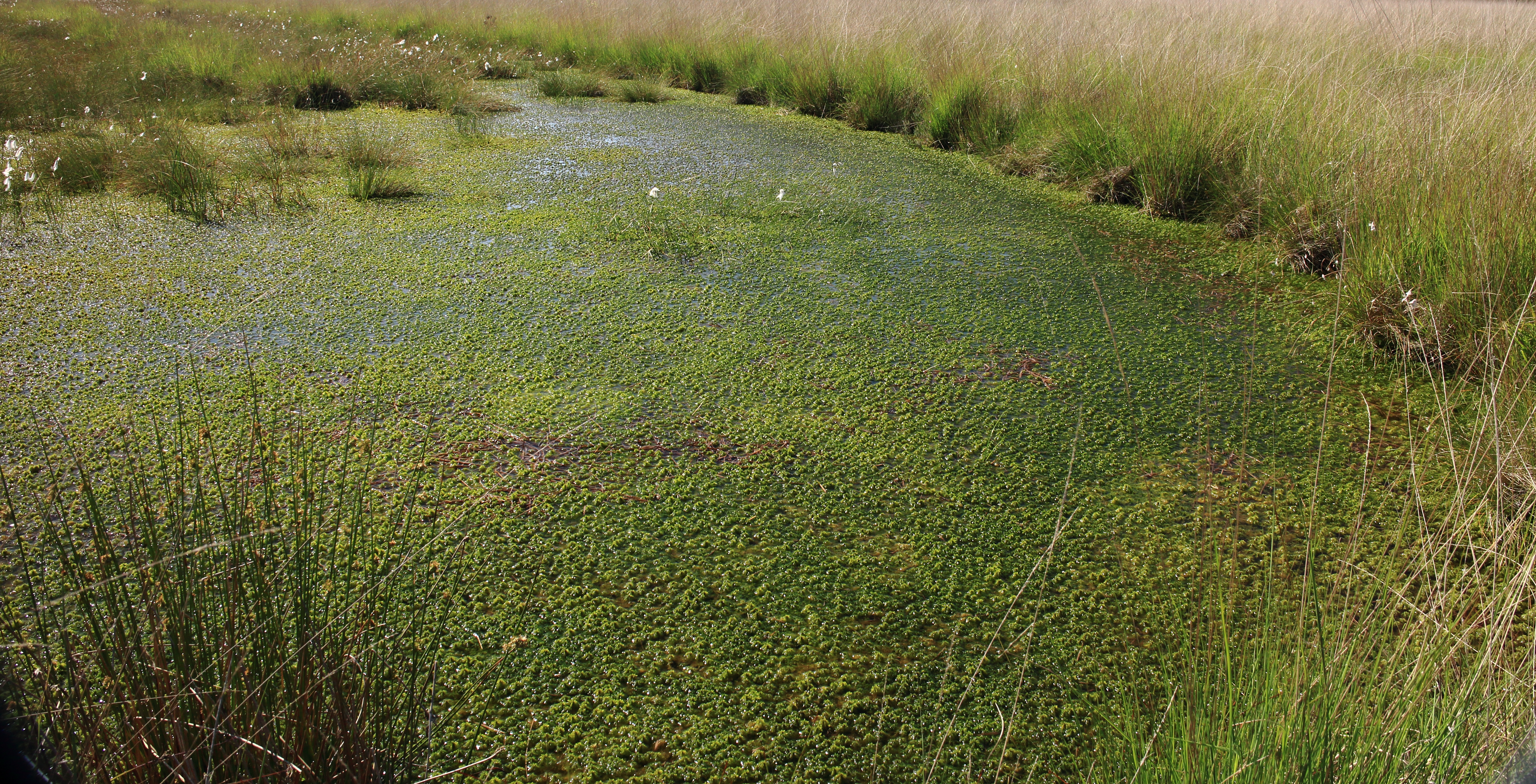
Uno stagno con una sovrabbondanza di Sphagnum

L'aumento dell'acidificazione degli ecosistemi d'acqua dolce può portare ad una diminuzione della biodiversità, con una conseguente perdita di specie sensibili ad un ambiente prevalentemente acido. Una diminuzione del pH a 6 influenzerebbe drasticamente le specie di gasteropodi e crostacei all'interno dell'ecosistema. Per esempio, nei laghi norvegesi, queste specie rappresentano il 45% della fonte di cibo delle trote. In seguito all'acidificazione delle acque e conseguente perdita di prede, si è assistito alla diminuzione del 10-30% delle trote. Analogamente, l'acidificazione delle acque dolci può andare a influenzare anche la diversità delle specie di zooplancton.
Nella maggior parte dei bacini d'acqua dolce acidificati può manifestarsi un aumento dello sviluppo di muschi e alghe. In particolare, è comune vedere un aumento dell'abbondanza di muschio del genere Sphagnum, il quale ha un'alta capacità di scambiare ioni H+ con i cationi basici presenti nella matrice acquatica. Lo spesso strato di Sphagnum limita lo scambio tra l'acqua superficiale e il sedimento, il che contribuisce ulteriormente alla riduzione del ciclo dei nutrienti nell'ecosistema.